# V. J. Beachem
Victor Eric "V. J." Beachem Jr. (Fort Wayne, Indiana, 15 de febrero de 1995) es un baloncestista estadounidense que pertenece a la plantilla de los Windy City Bulls de la NBA G League. Con 2,03 metros de estatura, juega en la posición de alero.

## Trayectoria deportiva

### Universidad
Jugó cuatro temporadas con los Fighting Irish de la Universidad de Notre Dame, en las que promedió 9,5 puntos y 2,7 rebotes por partido. Acabó su carrera como el octavo jugador de todos los tiempos en su universidad en lanzamientos de tres puntos, con 582, y el decimocuarto en tapones, con 78.

### Profesional
Tras no ser elegido en el Draft de la NBA de 2017, fue invitado por Minnesota Timberwolves a participar en las Ligas de Verano de la NBA, en las que jugó cuatro partidos, promediando 1,3 puntos por encuentro.
El 11 de agosto firmó contrato con Los Angeles Lakers.